# 颶風羅克
颶風羅克（英語：Hurricane Loke；中太平洋颶風中心編號：CP042015），是2015年太平洋颶風季第四個於中太平洋命名的風暴。「羅克」在中北太平洋達到萨菲尔-辛普森飓风等级下的一级飓风标准，官方氣象機構對於羅克在最終是否有跨洋並沒有達到共識，而羅克自形成至消散皆未對中太平洋和西太平洋任何人口常住地區構成顯著影響。

## 氣象歷史
2015年8月21日，一低壓區在約翰斯頓環礁西南方海面上生成。同日，美國海軍研究實驗室給予擾動編號94C。受惠於良好的環境影響，中太平洋颶風中心於下午5時將其升格為熱帶低氣壓，並給予編號04C。從氣象衛星雲圖可觀測到，羅克的結構有些微的改善，中太平洋颶風中心於8月21日上午11時將其升格為熱帶風暴，並命名為羅克（Loke）。
羅克的結構在入夜後減弱，從衛星雲圖可以觀測到羅克的低層環流中心僅有微弱的對流產生，因此中太平洋颶風中心在8月22日上午5時將其降格為熱帶低氣壓。其於衛星雲圖所觀測到對應的低層中心附近開始爆發深對流，而從ASCAT風場掃描顯示的結果中，可以看出羅克的各象限皆有35節，中太平洋颶風中心於下午5時再次將其升格為熱帶風暴。翌日，羅克逐漸接近帕帕哈瑙莫夸基亞國家海洋保護區，中太平洋飓风中心于當日上午11時发布飓风警告，羅克会在24小时后行进至距离该领地最近的位置。從可見光與紅外線雲圖發現，羅克開始發展雲捲風眼，中太平洋颶風中心於8月24日下午2時將其升格為一級颶風。翌日，羅克逐漸進入中高緯度的洋域，羅克北側的高層雲系逐漸消散，低層環流中心開始暴露，結構逐漸轉差，中太平洋颶風中心於上午11時將其降格為熱帶風暴。
其後，羅克跨越國際換日線進入西北太平洋海域，中太平洋颶風中心在26日上午11時對其發出最後的警報，並表示羅克正在轉性為溫帶氣旋。在進入西北太平洋海域後，日本氣象廳將其認定為溫帶氣旋。

## 各機構認知異同

### 跨區問題
羅克在跨越國際日期變更線的過程當中引起了定位認定差異，這是繼熱帶風暴烏娜拉後再次發生的問題，中太平洋颶風中心在8月26日認為羅克已跨越國際日期變更線並發出最後的警報，美國海洋預報中心與日本氣象廳則認為羅克以溫帶氣旋的性質進入西北太平洋海域。但在事後報告中，中太平洋颶風中心卻認定羅克在跨越國際換日線之前便已經逐漸減弱並消散。

## 釋義
1. ↑  中太平洋颶風中心是中太平洋海域的區域專責氣象中心（RSMC），負責該區域內的熱帶氣旋正式編號與命名工作。其編號有正式編號與通用編號二種：前者係由二個英文字母及六位數組成，前兩位為洋域代碼（CP代表中太平洋，中間兩位代表熱帶氣旋當年在洋域內之形成次序，後四位為當年公元紀年（2015）；後者則由二位數及一個英文字母組成，前兩位數係指熱帶氣旋於當年在英文字母所表示的區域內形成次序，英文字母為洋域代碼（C同前述之CP範圍），此編號系統每年重新開始，故無專屬性。換言之，「CP042015」及「04C」皆指羅克是2015年第4個於中太平洋區域內形成的熱帶氣旋，惟注意「04C」指稱羅克僅限於2015年[2]。
2. ↑  國際音標：[ləke]，在夏威夷语意為玫瑰花[4]。
3. ↑  「雲捲風眼」是熱帶氣旋中心當中，由螺旋雲帶旋捲成之缺乏組織的眼牆，結構看來較不佳。此現象以發生在熱帶氣旋環流中吹西北風象限內者較為普遍，其維持時間隨當時形成熱帶氣旋的氣象環流條件不同而異，出現時間或長或短。[9]

## 外部連結
- （英文）美國太空總署：衛星監測公報（GPM完整觀測資料 （页面存档备份，存于））、GPM衛星降雨監測 （页面存档备份，存于）
- （英文）聯邦緊急事務管理署：日常觀測報告 （页面存档备份，存于）
- （英文）美國聯合颱風警報中心：04C最佳路徑數據 （页面存档备份，存于）、羅克最佳路徑圖
- （英文）美國中太平洋颶風中心：羅克的热带气旋报告 （页面存档备份，存于）

| A    | B   | C | E* | H*  | I* | D    | E  |   |            |
|      |     |   |    |     |    |      |    |   |            |
| F    | 08E | G | H  | 11E | K* | L*   | I  |   |            |
|      |     |   |    |     |    |      |    |   |            |
| J    | K   | L | M* | 16E | N* | M    | O* |   |            |
|      |     |   |    |     |    |      |    |   |            |
| 08C* | N   | O | P  | R   | S  | 09C* |    | 5 | P （历史） |

| 萨菲尔-辛普森飓风风力等级 |    |    |    |    |    |    |
| TD                        | TS | C1 | C2 | C3 | C4 | C5 |